# Голи пиштољ
Голи пиштољ: Из архива полицијског одреда (енгл. The Naked Gun: From the Files of Police Squad!) или само Голи пиштољ, америчка је криминалистичка комедија из 1988. године, режисера Дејвида Закера и студија Парамаунт пикчерс. У главној улози је Лесли Нилсен као неспретни полицијски поручник Френк Дребин. Присила Пресли, Рикардо Монталбан, Џорџ Кенеди и О. Џ. Симпсон се појављују у споредним улогама.
Филм је заснован на телевизијској серији Полицијски одред!, у којој је, као и у овом филму, главну улогу тумачио Нилсен. Продуценти филма Дејвид и Џери Закер, Џим Абрахамс и Пат Профт су такође чинили креативни тим серије. У овом филму су такође пародиране сцене из других популарних филмова.
Филм је реализован 2. децембра 1988. године, био је критички и комерцијално успешан, а прате га и два наставка: Голи пиштољ 2 (1991) и Голи пиштољ 3 (1994).

## Радња
Филм почиње састанком анти-америчких државника у Бејруту: Рухолаха Хомеинија, Михаила Горбачова (који тврди да је уверио Американце да је „позитивни лик”), Јасера Арафата, Муамера ел Гадафија, Фидела Кастра и Идија Амина, који планирају терористички чин. Испоставља се да је полицајац Френк Дребин успео да дође на састанак под маском конобара. Он побеђује све присутне државнике и бежи, односно, испада кроз прозор.
За то време у Лос Анђелесу, детектив Нордберг истражује шверц хероина на доковима, кад га угледа прерушени злочинац Винсент Лудвиг, који га много пута упуца, пре него што Нордберг напокон падне (Нордбергове тешке повреде се провлаче као гег кроз цео филм, али он увек некако успева да преживи). Након што га његов колега Ед Хокен обавести о случају, Френк посећује Нордберга у болници где Нордберга поновно покушавају да убију. Френк лови плаћеног убицу аутом, кога вози успаничена ученица возачке школе док несрећни убица не баци војну ракету на фабрику пиротехнике.
Френк чује Лудвига како прича о систему за управљање људским телом, којег је сам осмислио и његовом плану да убије краљицу Елизабету II. Дребин упознаје и заљубљује се у Лудвигову помоћницу Џејн Спенсер. Kасније се открива да Џејн не зна ништа о Лудвиговим плановима за убиство, а након што Дребин и Џејн проведу ноћ заједно, она му помаже у његовој истрази.
Након катастрофе, коју је на пријему за краљицу покренуо Дребин, филм се усредсређује на краљичину посету бејзбол утакмици између клубова Сијетл маринерси и Калифорнија ејнџелс. Френк покушава да сазна како Лудвиг намерава да је убије, а уз то мора да се и скрива од колега полицајаца, који сада имају наредбу да га ухапсе. Френк онесвештава оперског певача Енрица Палаца, узима његову одећу и уместо њега пева америчку химну.
Френк ипак спашава краљичин живот кад случајно успава једну дебелу жену стрелицом испуцаном из пиштоља; жена падне на хипнотизованог играча, Реџија Џексона, који се управо спремао да пуца на краљицу. Лудвиг бежи на врх стадиона, узима Џејн за таоца, али Френк успева да га успава. Лудвиг пада на паркиралиште где га прегазе аутобус и парна локомотива, а затим чланови оркестра прелазе преко његовог тела. Френк даје Џејн веренички прстен. Градоначелница захваљује Френку говорећи му да му цео свет дугује захвалност, а честита му и Нордберг који, иако још увек у инвалидским колицима, изгледа прилично добро све док га Франк не потапше по леђима због чега се покрену колица и Нордберг „лети” низ трибину чиме се филм и завршава.

## Улоге
| Глумац             | Улога                         |
| ------------------ | ----------------------------- |
| Лесли Нилсен       | Френк Дребин                  |
| Присила Пресли     | Џејн Спенсер                  |
| Рикардо Монталбан  | Винсент Лудвиг                |
| Џорџ Кенеди        | Ед Хокен                      |
| О. Џ. Симпсон      | детектив Нордберг             |
| Сузан Бобијан      | Вилма Нордберг                |
| Ненси Маршан       | градоначелница Лилијан Баркли |
| Џенет Чарлс        | краљица Елизабета II          |
| „Вирд Ал” Јанковик | као он сам                    |
| Реј Бирк           | Папшмир                       |
| Џо Грифаси         | надзорник                     |